# Louis-Auguste Jouvenel des Ursins d'Harville
Pour les articles homonymes, voir Famille Jouvenel des Ursins.
Louis Auguste Jouvenel (ou Juvénal) des Ursins, comte d'Harville, né le 23 avril 1749 à Paris, mort le 8 mai 1815 à Lizy-sur-Ourcq Seine-et-Marne, est un général et homme politique français.

## Biographie
Il est le fils de Claude-Constant Jouvenel des Ursins d'Harville (1723-1794), marquis de Trainel, et de Marie-Antoinette Goyon de Matignon (1725-1770 ; fille de Thomas Goyon de Matignon, 1684-1766). Il épouse le 15 avril 1766 au château de la Trousse, Marie-Henriette-Augustine-Renée d'Alpozzo de La Trousse (1748-19 janvier 1836, Lizy-sur-Ourcq).
Il entre très jeune dans la gendarmerie où il conquiert tous ses grades : il est nommé premier lieutenant des gendarmes d'Artois, avec rang de colonel, en 1783. Il devient successivement brigadier de cavalerie le 1er janvier 1784 et maréchal-de-camp le 9 mars 1788, à la veille de la Révolution française dont il se montre partisan.
En 1791, il fait parvenir à l'Assemblée son serment de fidélité.
Fait lieutenant-général le 6 février 1792, il est envoyé à l'armée du Nord où il se distingue particulièrement à la bataille de Jemappes. Lors de la conquête de la Belgique, il commande l'avant-garde de l'armée française et prend part à la prise de Bruxelles les 6 et 14 novembre 1792, témoignant en ces circonstances de beaucoup de perspicacité et de décision.
Après la défection de Dumouriez, il devient suspect et est arrêté à la demande de Laurent Lecointre. Le 15 avril 1793 il est traduit devant le tribunal révolutionnaire, accusé d'avoir participé à la défection du général en chef. Renvoyé devant le Comité de salut public, le comte d'Harville est accusé par Pierre-François-Joseph Robert, puis défendu par Guillemardet et Camille Desmoulins, qui obtiennent sa liberté. 
On le réintègre immédiatement dans son grade à l'armée de Sambre-et-Meuse. Il commande la cavalerie sur le Main en 1795. Il est nommé en 1798 inspecteur général de la cavalerie, puis commandant d'une division de dragons et de grosse cavalerie de l'armée de réserve à Dijon en 1800. 
Appelé au Sénat conservateur le 12 mars 1801, le comte d'Harville est chargé, en l'an XI et en l'an XII, de présider le collège électoral du département de Seine-et-Marne.

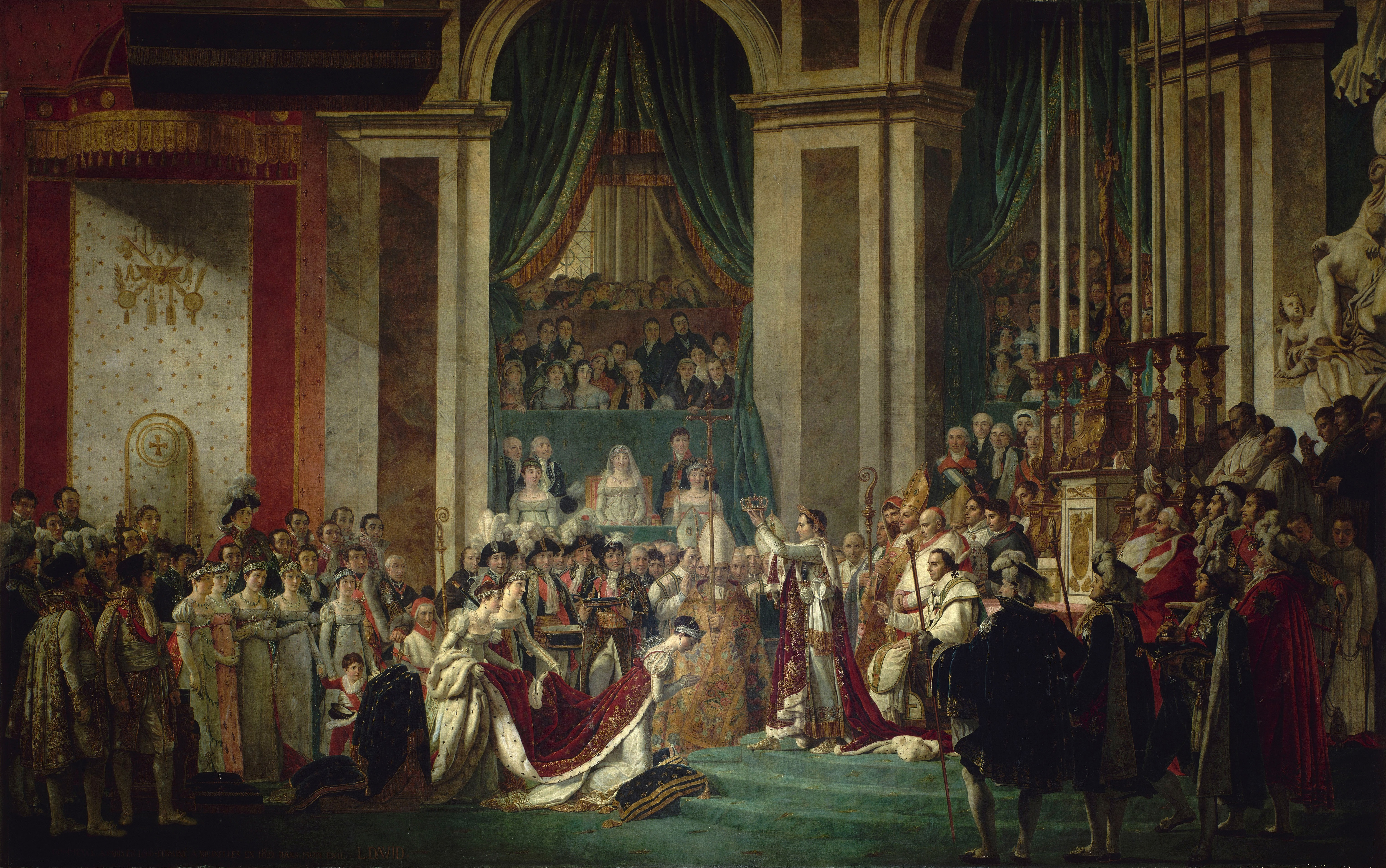
Le Sacre de Napoléon, par Jacques-Louis David, sur lequel est représenté le comte d'Harville.

Chevalier de la Légion d'honneur le 2 octobre 1803, il reçoit le titre de grand officier de l'Ordre le 14 juin 1804, et est décoré du grand-aigle le 9 juin 1805, pourvu de la sénatorerie de Turin, par disposition consulaire du 28 septembre 1803.
Devenu chevalier d'honneur (premier écuyer) de l'Impératrice Joséphine lors de la formation de sa maison le 12 juin 1806, il l'accompagne dans ses différents voyages à Aix-la-Chapelle, en Italie et à Munich. Il a, dans cette dernière ville, au mois de janvier 1806, signé le contrat de mariage du prince Eugène de Beauharnais.

Lors de la première Restauration, il applaudit au retour des Bourbons : Louis XVIII le fait pair de France le 4 juin 1814 : mais le comte d'Harville ne siège pas longtemps dans la « chambre héréditaire » : 

« Abreuvé d'amertume et de dégoûts, en butte aux poursuites de créanciers inexorables, qui firent saisir ses meubles, vendre ses propriétés, et qui l'auraient fait incarcérer, sans l'inviolabilité attachée à la pairie, le comte d'Harville termina sa carrière vers la fin de 1815, avec la réputation d'un homme plein d'honneur, de franchise et de générosité. »

— Espinasse , Fastes de la Légion d'honneur
Certains dictionnaires de personnalités le disent mort le 8 mai 1815 à Harville, miné par des revers de fortune et des chagrins domestiques. Si la date est exacte, ce n'est pas à Harville qu'il est mort, mais à Lizy-sur-Ourcq, chez son épouse, qui l'a fait inhumer au cimetière de Doue,, son ancienne seigneurie, où l'on peut toujours voir sa tombe aujourd'hui. Sa sépulture a d'ailleurs été dégradée en février 2015.
Il fut le dernier représentant mâle de sa maison, n'ayant pas eu de postérité de son épouse.

## États de service
- Sous-lieutenant aux carabiniers (25 novembre 1766) ;
- Capitaine au régiment de Champagne-Cavalerie (22 février 1770) ;
- Guidon des gendarmes d'Orléans (29 juin 1770) puis des gendarmes écossais (17 mai 1773) ;
- Premier lieutenant des gendarmes anglais (18 janvier 1779) puis des gendarmes écossais (11 novembre 1782) ;
- Brigadier de cavalerie (1er janvier 1784) ;
- Capitaine-lieutenant des gendarmes de la Reine (1er janvier 1784) ;
- Major de la gendarmerie (13 mai 1786) ;
- Maréchal de camp (9 mars 1788) ;
- Lieutenant général (6 février 1792) ;
- Affecté à l'armée du Nord (janvier 1792 - juin 1792) ;
- Commandant à Valenciennes (juin 1792 - août 1792) ;
- Affecté à l'armée du Centre (août 1792 - 8 octobre 1792) ;
- Affecté à l'armée du Nord (8 octobre 1792 - 6 avril 1793) ;
- Suspendu (6 avril 1793 - 18 mars 1795) ;
  - En prison (15 avril 1793 - 1794) ;
  - Non compris dans l'organisation (15 mai 1793) ;
- Affecté à l'armée du Nord (13 juin 1795 - 5 juillet 1795) ;
- Commandant de la 5e division de l'armée du Nord (5 juillet 1795 - 23 août 1795) ;
- Commandant de la cavalerie de l'armée de Sambre-et-Meuse (18 août 1795 (effectif le 11 septembre 1795) - 13 décembre 1795) ;
- Commandant de la 2e division de l'armée du Nord (23 août 1795 - 11 septembre 1795) ;
- Inspecteur général de la cavalerie des armées du Nord et de Sambre-et-Meuse (28 janvier 1796 - 24 septembre 1797) ;
- Inspecteur général de la cavalerie (24 septembre 1797 - décembre 1799) ;
- Inspecteur général de la cavalerie de l'aile gauche de l'armée du Rhin (décembre 1799 - 20 avril 1800) ;
- Inspecteur général de la cavalerie de l'armée de réserve (20 avril 1800 - 14 mai 1800) ;
- Commandant d'une division de dragons et de grosse cavalerie de l'armée de réserve (14 mai 1800 - 18 novembre 1801) ;
- Admis en retraite (18 novembre 1801) ;
- Chevalier d'honneur (premier écuyer) de l'impératrice Joséphine (12 juin 1806) ;
- Gouverneur des Tuileries et du Louvre (1808).

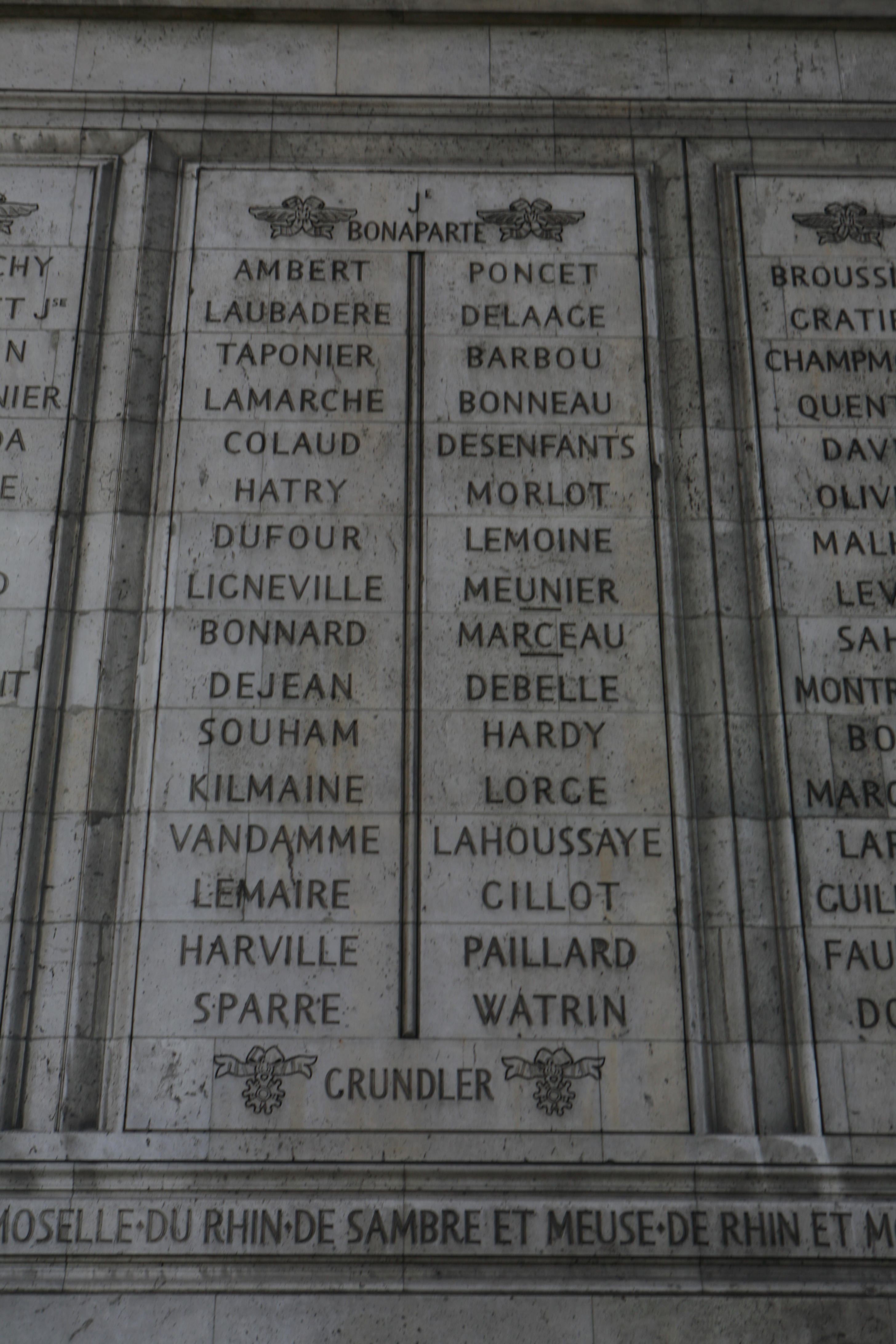
Noms gravés sous l'arc de triomphe de l'Étoile : pilier Nord, 5e et 6e colonnes.

## Titres
- Comte Juvénal Harville et de l'Empire (lettres patentes du mai 1808, Bayonne) ;
- Pair de France (4 juin 1814).

## Distinctions
- Chevalier de Saint-Louis (juin 1784) ;
- Légion d'honneur[6] :
  - Légionnaire (9 vendémiaire an XII), puis,
  - Grand officier (25 prairial an XII), puis,
  - Grand aigle de la Légion d'honneur (9 juin 1805).

 Royaume de Wurtemberg
- Chevalier de l'Ordre de l'Aigle d'or[7] (1er janvier 1806) ;

## Armoiries
| Figure | Blasonnement |
|        | Armes de la famille d'Harville des Ursins de Trainel De gueules, à la croix d'argent chargée de cinq coquilles de sable, dont celle du milieu est cachée (qui est Harville) ; sur le centre de la croix, un écusson bandé d'argent et de gueules ; au chef d'argent, chargé d'une rose de gueules, soutenue d'une divise d'or, chargée d'une bisse (anguille) d'azur, ondée et posée en fasce (qui est Jouvenel des Ursins),. |
|        | Armes du comte Juvénal Harville et de l'Empire De gueules, à la croix d'argent chargée de cinq coquilles de sable, une trois et une (qui est Harville) ; quartier des comtes-sénateurs. - Livrées : rouge, bleu et noir. |
|        | Armes du comte d'Harville, pair de France De gueules, à la croix d'argent chargée de cinq coquilles de sable. |